# Opperste Sovjet van de Unie van Socialistische Sovjetrepublieken
De Opperste Sovjet van de Unie van Socialistische Sovjetrepublieken (Russisch: Верховный Совет Союза Советских Социалистических Республик; Verchovny Sovjet Sojoeza Sotsialistitsjeskich Respublik) was van 1936 tot 1991 de hoogste wetgevende macht van de Sovjet-Unie (in Rusland tot 1993) en de enige institutie die amendementsvoorstellen op de grondwet mocht goedkeuren. Van 1989 tot 1991 was ze echter puur een rubberstempelinstituut, die alle voorstellen zonder inhoudelijke discussie goedkeurde. Van 1917 tot 1936 en van 1989 tot 1991 regeerde het Congres der Sovjets in plaats van de Opperste Sovjet.

## Organisatie
De Opperste Sovjet was het hoogste staatsorgaan van de Sovjetstaat en bestond uit twee kamers met gelijke macht:
- de Raad van de Unie (via eenheidslijsten verkozen, één afgevaardigde per 300.000 inwoners)
- de Raad van de Nationaliteiten

De Opperste Sovjet werd door de bevolking voor een periode van vijf jaar gekozen.

## Taken
Het kwam tweemaal per jaar bijeen om mensen te benoemen in verschillende commissies, zoals de ministerraad dat het hoogste uitvoerende en bestuurlijke orgaan was. Het lichaam was ook hooggerechtshof en benoemde de procureur-generaal van de Sovjet-Unie.
Tussen de zittingen van de Opperste Sovjet in, nam het Presidium van de Opperste Sovjet het dagelijks bestuur waar. Het Presidium werd gekozen door de leden van de Opperste Sovjet. De voorzitter van het Presidium van de Opperste Sovjet was het staatshoofd van de Sovjet-Unie. De voorzitter van het Presidium van de Opperste Sovjet bezat geen werkelijke macht, deze was weggelegd voor de secretaris-generaal van de Communistische Partij van de Sovjet-Unie (CPSU).
Later combineerden enkele Sovjetleiders het secretaris-generaalschap met dat van voorzitter van het Presidium van de Opperste Sovjet, zoals Leonid Brezjnev (1964, 1977-1982), Joeri Andropov (1983-1984), Konstantin Tsjernenko (1984-1985) en Michail Gorbatsjov (1988-1989). In 1989 werd het Presidium van de Opperste Sovjet afgeschaft en sindsdien kwam de Opperste Sovjet vaker bijeen. Op 25 maart 1989 werd Mikhail Gorbatsjov - tot dan toe voorzitter van het Presidium - tot voorzitter van de Opperste Sovjet gekozen en een jaar later, op 15 maart 1990, werd hij tot president van de Sovjet-Unie gekozen.

## Unierepublieken
Ook de wetgevende organen van de unierepublieken van de Sovjet-Unie werden opperste sovjet genoemd.
| Wapen                    | Sovjetrepubliek     | Opperste Sovjet | Opgericht | Opgeheven | Opvolger |
|                          | Russische SFSR      | Opperste Sovjet van de Russische SFSR Верховный Совет РСФСР | 1938      | 1991      | Opperste Sovjet van de Russische Federatie (1991-1993) Federatieve Vergadering van Rusland (1993-heden)      |
|                          | Estische SSR        | Opperste Sovjet van de Estische SSR Верховный Совет Эстонской ССР Eesti NSV Ülemnõukogu                                                                              | 1940      | 1992      | Riigikogu (1992-heden)                                                                                       |
|                          | Letse SSR           | Opperste Sovjet van de Letse SSR Верховный Совет Латвийской ССР Latvijas PSR Augstākā Padome                                                                         | 1940      | 1990      | Hoge Raad (1990-1993) Saeima (1993-heden)                                                                    |
|                          | Litouwse SSR        | Opperste Sovjet van de Litouwse SSR Верховный Совет Литовской ССР Lietuvos TSR Aukščiausioji Taryba                                                                  | 1940      | 1990      | Hoge Raad (1990-1992) Seimas (1992-heden)                                                                    |
|                          | Wit-Russische SSR   | Opperste Sovjet van de Wit-Russische SSR Верховный Совет Белорусской ССР Вярхоўны Савет Беларускай ССР                                                               | 1938      | 1994      | Hoge Raad (1994-96) Nationale Vergadering (1996-heden)                                                       |
|                          | Oekraïense SSR      | Opperste Sovjet van de Oekraïense SSR (1996-heden) Верховный Совет Украинской ССР Верховна Рада Української РСР                                                      | 1937      | 1996      | Verchovna Rada (1996-heden)                                                                                  |
|                          | Moldavische SSR     | Opperste Sovjet van de Moldavische SSR Верховный Совет Молдавской ССР Совиетул Супрем ал РСС Молдовеняскэ (Moldovan) Sovietul Suprem al RSS Moldovenească (Romanian) | 1941      | 1993      | Parlement van Moldavië (1993-heden)                                                                          |
|                          | Georgische SSR      | Opperste Sovjet van de Georgische SSR Верховный Совет Грузинской ССР საქართველოს სსრ უმაღლესი საბჭო                                                                  | 1938      | 1990      | Hoge Raad (1990-1992) Staatsraad (1992) Parlement van Georgië (1992-heden)                                   |
|                          | Armeense SSR        | Opperste Sovjet van de Armeense SSR Верховный Совет Армянской ССР Հայկական ՍՍՀ Գերագույն Խորհուրդ                                                                    | 1938      | 1995      | Nationale Vergadering (1995-heden)                                                                           |
|                          | Azerbeidzjaanse SSR | Opperste Sovjet van de Azerbeidzjaanse SSR Верховный Совет Азербайджа́нской ССР Азәрбаjҹан ССР Али Совети                                                             | 1938      | 1995      | Nationale Vergadering (1995-heden)                                                                           |
|                          | Kazachse SSR        | Opperste Sovjet van de Kazachse SSR Верховный Совет Казахской ССР Қазақ ССР Жоғарғы Советі                                                                           | 1937      | 1993      | Hoge Raad (1993-1995) Parlement van Kazachstan (1996-heden)                                                  |
|                          | Kirgizische SSR     | Opperste Sovjet van de Kirgizische SSR Верховный Совет Киргизской ССР Кыргыз ССР Жогорку Совети                                                                      | 1938      | 1994      | Hoge Raad van Kirgizië (1994-heden)                                                                          |
|                          | Oezbeekse SSR       | Opperste Sovjet van de Oezbeekse SSR Верховный Совет Узбекской ССР Ўзбекистон ССР Олий Совети                                                                        | 1938      | 1992      | Hoge Raad (1992-1995) Oliy Majlis (1995-heden)                                                               |
|                          | Tadzjiekse SSR      | Opperste Sovjet van de Tadzjiekse SSR Верховный Совет Таджикской ССР Совети Олӣ РСС Тоҷикистон                                                                       | 1937      | 1994      | Hoge Raad van Tadzjikistan (1994-heden)                                                                      |
|                          | Turkmeense SSR      | Opperste Sovjet van de Turkmeense SSR Верховный Совет Туркменской ССР Түркменистан ССР Ёкары Советы                                                                  | 1938      | 1992      | Vergadering van Turkmenistan (1992-2021) Nationale Raad van Turkmenistan (2021-heden)                        |
|                          | Karelo-Finse SSR    | Opperste Sovjet van de Karelo-Finse SSR Верховный Совет Карело-Финской ССР                                                                                           | 1940      | 1956      | Opperste Sovjet van de Karelische ASSR (1956-1990) Hoge Raad (1990-1994) Wetgevende Vergadering (1994-heden) |
| Bron: Staatsorganen USSR |                     | |           |           | |

## Autonome republieken
De Autonome socialistische sovjetrepublieken van de USSR kenden net als de unierepublieken een Opperste Sovjet.